# Палеотетіс

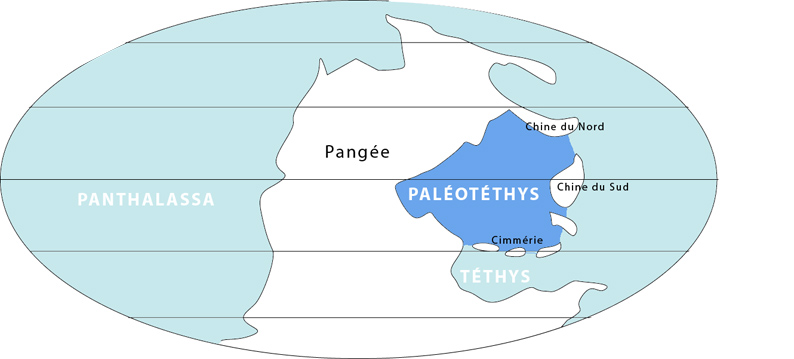
Мапа Палететісу

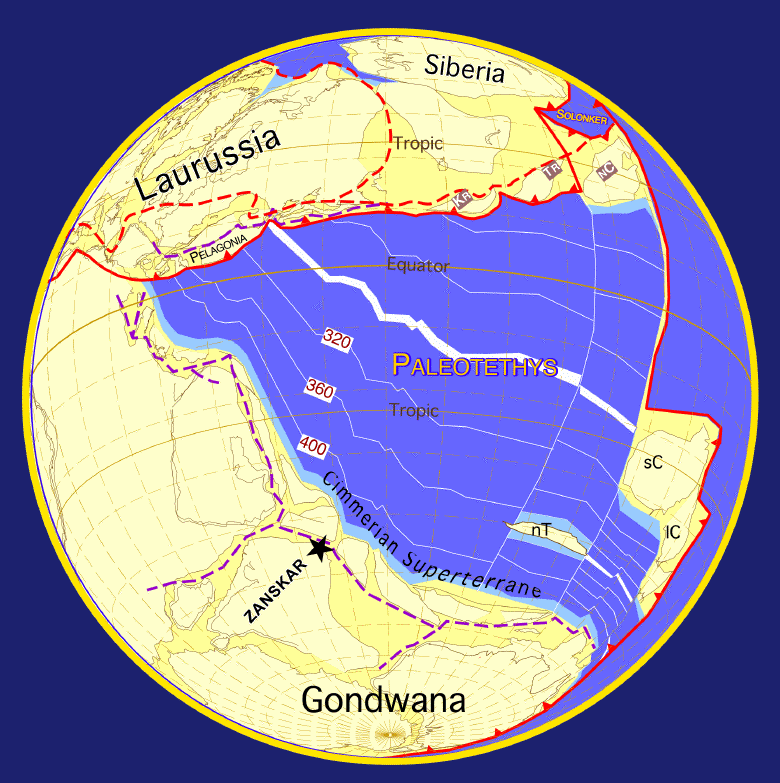
Мапа Палеотетісу, до початку руху Кімерійської плити на північ, що призвело до закриття Палеотетісу близько 180 млн ~ 290 млн років тому (ранній перм).

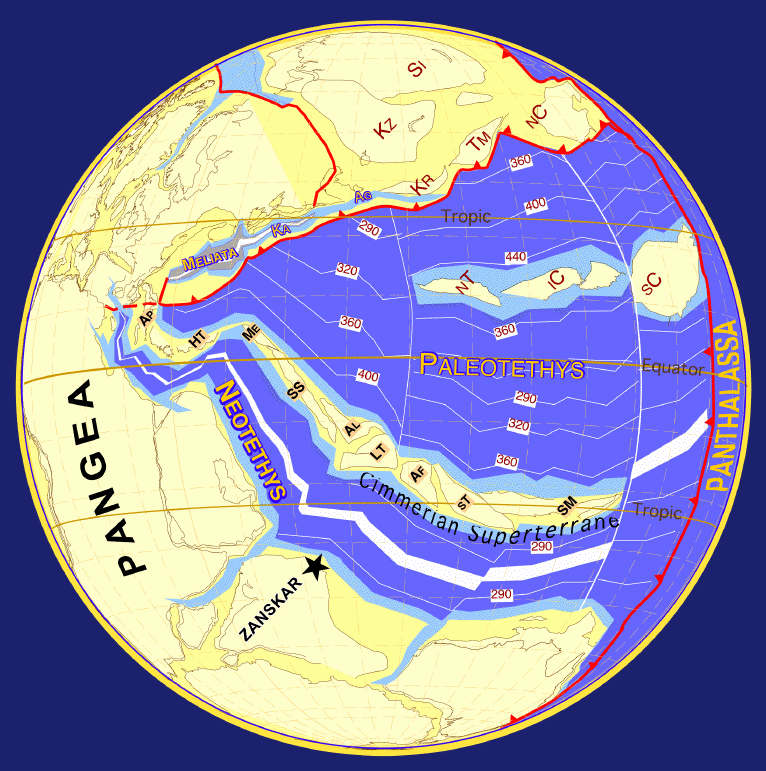
Кімерійська плита починає рух на північ, закриваючи Палеотетіс, і утворюючи Тетіс з півдня. ~ 249 млн років тому (межа перм-тріас).

Палеотетіс — доісторичний палеозойський океан. Розташовувався між палеоконтінентом Гондвана і Гунськими террейнами (або мікроконтинент Авалонія). Террейни мали поділ на Європейський Гуннський террейн (сьогодні це частини Центральної Європи - Арморика і Іберія) і Азійський Гуннський террейн (сьогодні це Китай та східна частина Центральної Азії). Великий трансформний розлом, відокремлював два террейни.
Палеотетіс почав формуватися, коли два невеликі Гунські террейни відкололися від Гондвани через рифтогенез в кінці ордовика і почали рух до Євроамерики на північ, в процесі океан Реїкум між Євроамерикою і Гунськими террейнами зник. 
У першій половині девону, задуговий Реньогерцінський басейн розкрився на північній периферії Палеотетісу в тилу Середньонімецької кристалічної височини. Офіоліти півострова Лізард в графстві Корнуолл, базальти типу ЦОГ в Рейнських Сланцевих горах і офіоліти Судет представляють релікти океанської кори цього басейну. 
В середині ж девону пасмо височин виникло в центральній зоні Палеотетіса I; воно відомо як Лігерійська Кордильєра. Вона розкраяла головний океанський басейн на два-північний, включаючий Саксотюрінгську і Реногерцінську зони варісцід і знаходить своє південно-західне продовження в Іберійській Мезеті, і південний, що представляє власне Палеотетіс і що може бути названим Палеотетісом II.
В девоні, відкрилась східна частина Палеотетісу, коли мікроконтиненти Північний і Південний Китай, передрейфували на північ. Це призвело до утворення Прототетісу, попередника Палеотетісу, який скоротився у пізньому карбоні, коли Північний Китай зіткнувся з Сибіром. В кінці девону, зона субдукції утворилась на південь від Гунських террейнів, де океанічна кора Палеотетісу зазнавала субдукції. Гондвана почала рухатися на північ, під час цього процесу західна частина Палеотетісу була закрита.
У карбоні відбулася континентальна колізія між Євроамерикою і Європейським Гунським террейном, в Північній Америці ця подія має назву Аллеганський орогенез, в Європі — Герцинський орогенез). Океан Реїкум повністю зник, а західну частину Палеотетісу було закрито.
До кінця перму, невелика витягнута Кімерійська плита (сьогоденні Туреччина, Іран, Тибет і частини Південно-Східної Азії) відкололася від Гондвани (після відкраювання Кімерійської плити — Пангеї). На південь від Кімерійського континенту було створено новий океан Тетіс. До кінця тріасу від Палеотетісу залишилася лише вузька протока. Під час ранньої юри, океанічна кора Палеотетісу, занурювалась під Кімерійську плиту, що призвело до альпійського орогенезу і закриття океану із заходу на схід. Останніми рештками Палеотетісу можливо є океанічна кора в Чорному морі. (Анатолійська плита, на південь від моря, є решткою Кімерійського континенту, яка обмежувала з південного боку Палеотетіс).

## Ресурси Інтернету
- Late Carboniferous Map - at PaleoMap Project; a good picture of Paleo-Tethys Ocean before the Cimmerian Plate moves northward.
- Paleo-Tethys and Proto-Tethys - at global history

| Земля | Це незавершена стаття з географії. Ви можете допомогти проєкту, виправивши або дописавши її. |